# The Sims 4: Путь к славе
The Sims 4: Путь к славе (англ. The Sims 4: Get famous) — шестое дополнение к компьютерной игре The Sims 4. Выход игры состоялся 16 ноября 2018 года в США. Дополнение вводит управляемую карьеру актёра, где персонаж может сниматься в рекламе, сериалах и фильмах, или же возможность создавать музыку, видео и стримы. По мере продвижения по карьерной лестнице, сим будет становиться звездой и сможет обзавестись собственной армией фанатов. «Путь к славе» включает в себя элементы таких расширений к предыдущим играм серии The Sims, как The Sims: Superstar, «The Sims 3: В сумерках» и «The Sims 3: Шоу-Бизнес».
Система знаменитостей существовала уже в дополнениях к предыдущим частям игр The Sims, однако получала неоднозначные оценки со стороны игроков. Разработчики предприняли очередную попытку создать систему знаменитостей и избежать ошибки из предыдущих частей The Sims. Параллельно разработчики заметили, что игроки даже после выпуска дополнения «На Работу» всегда просили добавить больше управляемых карьер, так разработчики решили связать идею дополнения со знаменитостями, богемной жизнью и введённой «звёздной» карьерой — актёром. Данная карьера стала самой проработанной в истории линейки The Sims 4.
Фанаты игры были в целом довольны темой дополнения и заметили её схожесть с популярным пользовательским модом — Road to Fame, некоторые игроки были недовольны отсутствием карьеры певца. Игровые критики в общем оценили тему дополнения, заметив, что система знаменитостей выполнена очень качественно и реалистично, а карьера актёра тоже выполнена превосходно. Тем не менее критики указали на достаточно специфичную тему дополнения, которая подойдёт игрокам, любящим вести общественную жизнь в игре о элементы ролевой игры, любителям же семейного геймплея и повседневной жизни не имеет смысл покупать данное расширение.

## Геймплей
Дополнение вводит управляемую карьеру актёра. Сим может работать на съёмочной площадке, сниматься в рекламе или теле-шоу. По мере продвижения по карьерной лестнице, сим станет сниматься в фильмах разных жанров (научная фантастика, фэнтези, исторический, драма, нуар и так далее). Для этого персонажу необходимо усваивать навык актёрского искусства и другие навыки, если они необходимы во время съёмок, например навык спорта, если сим будет принимать участие в съёмках сражений. Чем больше персонаж работает, тем известнее он становится. Помимо этого, сим может стать «влиятельным деятелем» и при помощи камеры и стола для монтажа создавать видео-влоги об обзорах, размышлениях, разных аспектах своей жизни, например, о собственной жизни или готовке, чтобы затем публиковать видео в интернете, набирать новых подписчиков, не упускать выгоду и становится таким образом всё известнее.
При успехе, сим будет готов попасть в «а-список» и распрощаться с личной жизнью, его будет преследовать армия собственных фанатов и папарацци. Симу-звезде открыт вход на закрытые vip-вечеринки, где собираются другие звёзды и влиятельные лица. Дополнение также позволяет стать звездой тем персонажам, которые заняты другими карьерами или вещами из базовой игры или других дополнений. В частности дополнение вводит шкалу известности и репутации, которая постепенно наполняется по мере совершения определённых действий, которые в реальном мире приводят к известности человека, например проведение семинаров, продажа своих книг, картин, пение, работа диджеем, исполнение комедийных номеров и так далее. Получая баллы известности, сим может потратить их на приобретение уникальных черт, доступных звёздам, некоторые черты доступны только при наличии безупречной репутации, или наоборот плохой. Уровень славы снижается, если сим не будет совершать действия, направленные на повышение или поддержание известности. Дети тоже могут становится знаменитыми, посещая драма-кружок.
Дополнение вводит город под названием «Дель-Соль-Велли» (англ. Del Sol Valley). Районы города состоят из самого центра города, где имеется своя аллея славы, и двух жилых районов; холмы Пиннаклс — элитный район, где живут звёзды и Мираж-Парк — район для рядовых граждан. Среди прочих расширений дополнение вводит возможность управлять дроном, спать в капсуле и держать пруд с рыбами и хранить деньги в сейф-комнате.
| Основной список расширений  | Описание |
| --------------------------- | --- |
| Главная тема дополнения     | Знаменитости |
| Новый игровой мир           | Дель-Соль-Велли |
| Стиль нового игрового мира  | Лос-Анджелес, Голливуд |
| Новый тип участка           | Модное заведение, перспективное заведение, дом для знаменитостей                                                                            |
| Расширение геймплея         | Введение управляемой карьеры актёра и связанный с ним геймплей, система знаменитостей, возможность проводить стримы, посещать vip-вечеринки |
| Новые навыки                | Актёрское мастерство, монтаж видео |
| Новые интерактивные объекты | Сейф с деньгами, дрон, капсула для сна, искусственный пруд, стойка стилиста                                                                 |
| Новые карьеры               | Управляемая карьера актёра, влиятельный деятель                                                                                             |
| Стиль мебели                | богатый лоск, ретро |
| Новый вид смерти            | утопление в искусственном пруду |

## Создание
Впервые разговор о возможном появлении знаменитостей зашёл после выхода дополнения «Жизнь в городе», которое ввело возможность жить в мегаполисе и принимать участие в общественной жизнь города. Отвечая на вопрос фанатов, почему в дополнение не были добавлены знаменитости, разработчики отметили, что игроки не очень оценили то, как были проработаны знаменитости в «The Sims 3: В сумерках». Разработчики не могли выявить точную причину недовольства, поэтому они предпочли не идти на риски.
Со слов Гранда Родиека, одного из разработчиков, команда учитывала одно из самых востребованных желаний игроков видеть в игре больше управляемых карьер. Однако дополнение, посвящённое карьерам уже выпускалось, помимо этого с помощью любительских модификаций, многие карьеры также делались управляемыми в игре. Так разработчики должны были придумать что-то совершенно новое и пришли к идее помимо введения более традиционной карьеры актёра, создать карьеру инфлюэнсера, потенциально интересную Поколению Z — которая была бы связана с модой, дизайном и интернетом. Однако это оказалось трудно, так как в них не хватает визуального взаимодействия. Родиек заметил, что «Речь идёт о том, чтобы наблюдать за тем, чем занимается сим и ясно видеть интуитивные реакции как результат того, что они делают». Карьера «влиятельного деятеля» похожа на влогера-YouTube, но скорее завязана на идее влиять на стиль персонажей через социальные сети и стримы. Родиек заметил, что стремление сима приобрести вирусную популярность даст игрокам повод рассказать новые истории симов. «Наша цель на самом деле не состоит в создании некой пародии. Мы представляем это [влиятельный деятель], как серьёзную профессию, настоящую, действительный способ зарабатывать на жизнь. Тем не менее мы по прежнему пропустим быстрорастущий тренд на видео с извинениями».
Разработчики отмечают, что шестым дополнением они хотели привнести инновационный элемент, а также внимательно изучили то, на какие основные недостатки и преимущества указывали игроки в дополнениях о звёздах и шоу к предыдущим играм The Sims , чтобы учитывать их в дополнении. SimGuruKate, одна из разработчиц, заметила, что изначальной идеей дополнения была возможность стать знаменитым, однако разработчики хотели сделать геймплей таким, чтобы игрок активно мог участвовать в успехах (или неудачах) своего сима, чего не хватало в дополнении «The Sims 3: В сумерках», для чего разработчики решили создать управляемую карьеру актёра, следуя традиции вместе с дополнениями добавлять активные карьеры в The Sims 4. Команда также старалась избежать линейности, например, сделать возможным, чтобы человек становился знаменитым в другой области/карьере, например, «знаменитым поваром, или знаменитым художником». Разработчики заметили, что хотели сделать систему знаменитостей гибкой, открытой и предоставить симу как можно больше уже имеющихся в игре возможностей стать известным. Система знаменитостей стала гораздо сложнее, чем в «В сумерках» и похожа на систему способностей вампира, за «баллы знаменитостей» сим может открывает себе определённые уникальные взаимодействия, связанные со знаменитостями, также, как и вампиры могут приобретать выборочно разные способности, также и знаменитости могут выбирать для себя разные уникальные черты и то, как фанатская аудитория будет к нему относится, разработчики заметили, что игрок может создать разные виды знаменитостей, в том числе и такой тип, которого будут все ненавидеть. Отвечая на вопрос, почему с дополнением была добавлена всего одна активная карьера, ведущий продюсер Дэйв Миотке заметил, что карьера актёра — это самая глубоко проработанная профессия из всех ранее созданных карьер к The Sims 4, имеющая наибольшее количество связанных элементов геймплея, где игрок будет видеть прогресс продвижения по карьерной лестнице все 10 уровней. В первом трейлере дополнения в качестве стилиста был показан Иззи Фэбьюлос, один из NPC в The Sims Mobile.
Дель-Соль-Велли создавался по подобию американского города Лос-Анджелес. В городе имеются два района, холмы для знаменитостей, созданные на подобии Холивуд-Хиллс и бедный район. Работая над последним, разработчики намеренно хотели передать чувство ограниченного пространства и плотной городской застройки, «словно вы находитесь в одной лодке с соседями на подъездной дорожке». Некоторые из симов-звёзд, живущие в Дель-Соль-Велли, являются камео реальных онлайн-знаменитостей. При этом было замечено, что размер города и количество участков меньше, чем в городах из предыдущих дополнений. SimGuruKate, одна из разработчиц заметила, что из-за достаточно большого по состоянию на 2018 год, количества расширений, производительность The Sims 4 падает и разработчикам приходится идти на новые компромиссы в виде ограниченного количества участков. Помимо этого фанаты заметили, что некоторые из костюмов были созданы на основе концепт артов вероятного каталога, посвящённого концептуальному искусству, которое было предложено к созданию в рамках открытого голосования, в котором однако выиграла тема, посвящённая стирке. SimGuru Graham, один из разработчиков заметил, что команда не забрасывает не реализованные концепт-арты, стараясь их воплотить в будущих расширениях

## Анонс и выход
Первый намёк на платный DLC появился, когда о нём сообщил известный немецкий стример Gronkh 10 сентября 2018 года, заметив, что DLC идеально подойдёт для его летсплея. 18 сентября SimGuruKate, одна из разработчиц заявила, что к выпуску готовится «очень увлекательный контент». 8 октября скандинавский игровой сайт Pan Vision нечаянно опубликовал данные о том, что 6 ноября 2018 года к выпуску готовится шестое дополнение к The Sims 4, в этот же день разработчики опубликовали в социальной сети Instagram официальный тизер дополнения, где было ясно, что расширение завязано вокруг темы звёзд.
9 октября состоялся официальный анонс дополнения, а также был выпущен первый трейлер, в котором были показаны камео американских сим-блогеров, таких, как The Sim Supply, Deligracy, Xmiramira, а также блогеров Clare Siobhan и Joey Graceffa. Выход дополнения намечен на 16 ноября 2018 года. Фанаты The Sims 4 в целом выразили своё восхищение после анонса дополнения, однако часть игроков была разочарована отсутствием карьеры певца в дополнении, или же выразили своё разочарование по поводу того, что дополнение не посвящено университету. Также многие игроки сравнили дополнение с пользовательским модом — Road to Fame, позволяющим симам становится звёздами и обзаводится фанатами. Road to Fame является одним из самых популярных и глобальных модов к The Sims 4, который получает периодические обновления. Фанаты стали сравнивать предстоящее дополнение с модом и даже обвинили создателей во вторичности и даже плагиате. Sacrifical, создатель мода встал на защиту разработчиков, заметив, что сам вдохновлялся играми The Sims: Superstar, The Urbz: Sims in the City и считает, что сумеет с помощью своего мода обогатить геймплей «Путь к славе».
19 октября состоялось мероприятие SimsCamp, организованное разработчиками, куда были приглашены самые известные стримеры The Sims, чтобы опробовать дополнение. Выход расширения состоялся 16 ноября 2018 года. По данным чарта World of Gamers, дополнение заняло 46 место в списке бестселлеров для ПК в 2018 году. Для игровых приставок PlayStation 4 и Xbox One выход дополнения состоялся 12 февраля 2019 года.
Редакция Twinfinite составила список пользовательских модов, созданных к дополнению «Путь к Славе», которые призваны обогатить геймплей дополнения. Среди них например возможность попробовать себя в управляемой карьере стилиста, снимать реалити-шоу у себя дома, создавать группы до 50 человек, добавление снега в городок Дель-Соль-Велли (при наличии времён года) и прочее.

## Музыка
Для дополнения свои синглы на симлише исполняли реальные музыканты. Например певица, известная, как Baby Ariel, чей сингл — Aww был использован в трейлере дополнения. Baby Ariel отметила, что в течение нескольких месяцев сотрудничала с разработчиками, а сейчас она очень ждёт, «когда её поклонники встретят камео в игре по мере того, как сами будут сами добиваться известности в игре». Также свою песню для дополнения записала молодая певица Тейлор Паркс, которая надеется таким образом дальше продвинуться в своей звёздной карьере. Для данного дополнения разработчики решили добавить в игру тематический музыкальный канал в жанре хип-хопа, для чего создатели пригласили таких известных музыкантов, как например Вик Менса. Робин Каукер, возглавляющий звукозаписывающую студию заметил, что песня Pretty Wings в исполнении IV Jay стала одной из его любимых в истории записи саундтреков к играм.
После выхода дополнения, часть игроков выражали своё недовольство по поводу того, что разработчики использовали Baby Ariel в рекламной кампании дополнения, заметив, что они могли подобрать более известного и узнаваемого певца, учитывая тему расширения.
| №  | Название                      | Автор(ы)                     | жанр/звучит вː     | Длительность |
| -- | ----------------------------- | ---------------------------- | ------------------ | ------------ |
| 1. | «Me Vs. Us»                   | Тейлор Паркс                 | Хип-хоп            | 3:15         |
| 2. | «Be Somebody»                 | Thutmose                     | Хип-хоп            | 2:50         |
| 3. | «Metaphysical»                | Вик Менса                    | Хип-хоп            | 3:08         |
| 4. | «Dreams»                      | Энджи Роуз и Supreme Madness | Хип-хоп            | 2:47         |
| 5. | «Pretty Wings»                | IV Jay                       | Хип-хоп            | 3:20         |
| 6. | «Faithfully»                  | Shaboozey                    | Хип-хоп            | 3:35         |
| 7. | «Gucci on My Body»            | Baby Ariel                   | Поп                | 2:59         |
| 8. | «Ewerybody Want to Be Famous» | Superorganism                | Альтернативный рок | 3:05         |

## Восприятие
| Сводный рейтинг    | Сводный рейтинг |
| Агрегатор          | Оценка          |
| ------------------ | --------------- |
| GameRankings       | 77,25 %         |
| Metacritic         | 77/100          |
| Иноязычные издания |                 |
| Издание            | Оценка          |
| IGN Spain          | [ 37 ]          |
| Gamesradar+        | [ 38 ]          |
| COGconnected       | 80 %            |
| GameStar           | 78 %            |
| CD-Action          | 75 %            |
| XGN                | 7,5/10          |
| Gamespace          | 7/10            |
| Twinfinite         | [ 43 ]          |

Дополнение «Путь к славе» по состоянию на 2019 год, заняло пятое, предпоследнее место в рейтинге популярности дополнений, составленных по уровню их использования в течение года после выпуска. Оно также по состоянию на 2020 год заняло третье последнее место в рейтинге дополнений по мнению критиков, которые с одной стороны похвалили улучшенную в сравнении с The Sims 3 механику знаменитостей, тем не менее указали на ограниченность предоставленного контента, не оправдывающего ценник дополнения.
Дополнение получило преимущественно положительные отзывы игровых критиков. Рэйчел Вебер с сайта GamesRadar заметила, что каждое новое дополнение к The Sims 4 выглядит всё амбициознее предыдущего и «Путь к славе» — первое дополнение, подошедшее так близко с социальной сатире. Петрана Радулович с Polygon также похвалила дополнение, заметив, что оно добавляет множество способов ведения активной общественной жизни и особенно для игроков, любящих играть за злых симов. В отличие от предыдущего дополнения о Временах года, которое добавляло небольшие штрихи в игру, но обогащало базовый геймплей, «„Путь к Славе“ — это крупный и мясистый кусок контента, которой не возможно пережевать за короткое время». Он отлично подойдёт для игроков, любящих вести общественную жизнь и исследовать возможности виртуальной сим-жизни.
Критик сайта GamesRadar заметила, что «Путь к Славе» изобилует новым контентом и предоставляет увлекательную и подробно проработанную карьеру актёра, где игрок наблюдает за процессом снятия сцен от детской рекламы до постапокалиптики. Ямилия Авендано из Twinfinite назвала управляемую карьеру актёра самой проработанной в истории The Sims 4. Критик сайта заметил, что обилие интересных декораций и разнообразных задач не дадут игроку заскучать после множества раз посещения съёмочной площадки.

Если ты удивляешься, «Актёры? Я думал, в наше время все дети хотят быть стримерами в Twitch», то приятель, это уже есть в The Sims 4.
Оригинальный текст (англ.)If you’re wondering, “Actors? I thought all the kids wanted to be Twitch streamers these days?” mate, that’s already in The Sims 4.
— Элис О'Коннор, Rock, Paper, Shotgun
Главный достоинством критики назвали саму предоставленную систему знаменитостей, так Рэйчел Вебер с сайта GamesRadar оценила возможность самыми разными способами стать знаменитым и развивать у персонажей странное поведение и причуды, вызванные их новым стилем жизни, например навязчивое желание любоваться собой в зеркале. По мнению обозревательницы, система знаменитости в The Sims 4 — этo постоянная борьба за известность и славу. «Надо отпраздновать рождество, а кошка больна? Но грядёт грандиозное прослушивание и надо подготовиться». Петрана Радулович с Polygon заметила, что хотя система знаменитостей и не нова в линейке The Sims, но она впервые проработана так качественно и максимально приближена в реальности. Сим должен постоянно бороться за то, чтобы стать известнее, от постоянного использования социальных сетей, занятия искусством, сходок в кафе до быстрого способа продвижения в очень хорошо проработанной актёрской карьере, но если не поддерживать известность, она быстро начнёт угасать. Если игроку надоедает, что сима преследуют фанаты и папарацци, он может мгновенно отключить славу. Данная система выполнена гораздо элегантнее, чем в «The Sims 3: В сумерках», где шкала знаменитости становилась проклятьем для каждого игрока, игравшего слишком долгое время за одного персонажа, чтобы затем знаменитыми стали и все родственники и знакомые вокруг управляемого сима. «Теперь, чтобы получить свою семью Кардашьян, надо потратить много времени и сил». Редакция журнала The New Yorker также заметила, переосмысленная система знаменитостей в итоге идёт в ногу со временем в дополнении «Путь к Славе», предлагая вполне естественным способом стать звездой социальных сетей без призмы осуждения и карикатурной сатиры.
Главным недостатком дополнения был признан городок Дель Соль Велли, который несмотря на своё внимание к деталям, отличается своими скромными размерами в сравнении с городками с предыдущих дополнений. Ямилия Авендано из Twinfinite заметила, что размер городка стал определённо сильным ударом для любителей строить здания.
Ямилия также заметила, что тема дополнения достаточно специфична, она однозначно подойдёт для любителей симуляции общественной жизни и ролевых игр, однако игроки — любители повседневной жизни, играющие за семья и питомцев, могут спокойно обойти данное дополнение. Аналогичное мнение оставила и критик сайта Polygon заметив, что дополнение определённого не предназначено для любителей симуляции повседневной жизни. Критик GameSpace также считает, что данное дополнение подойдёт исключительно игрокам, играющим за одного молодого, максимум двух персонажей, но ни как не за семью.

### Комментарии
1. 1 2 3  Под словом Влиятельный деятель/Инфлюэнсер разработчики понимают человека, добивающегося известности с помощью высокой активности в социальных сетях по средством постоянного обновления своих страниц в социальных сетях, публикации оригинального контента, продвижения собственного бренда итд. Аналогом им могут служить блоггеры и влоггеры

1. 1 2  The Sims 4's Get Famous Expansion Pack Is Out Now. pastemagazine.com (англ.). Архивировано 16 ноября 2018. Дата обращения: 17 ноября 2018.
2. ↑  Ronald Matta. Die Sims 4: Erweiterungspack Die Sims 4 Werde berühmt ab 16. November (Video) (нем.). Notebookcheck. Дата обращения: 9 мая 2020. Архивировано 25 октября 2020 года.
3. ↑  The Sims 4. Путь к славе. Дополнение [PC, Цифровая версия]. 1c-interes. Дата обращения: 9 мая 2020. Архивировано 9 мая 2020 года.
4. 1 2  SimsVIP. The Sims 4 on Consoles: Complete List of DLC Release Dates (англ.). SimsVIP (18 января 2018). Дата обращения: 9 мая 2020. Архивировано 1 октября 2020 года.
5. 1 2 3 4  The Sims 4's new expansion pack lets your Sims get famous. Polygon. Архивировано 9 октября 2018. Дата обращения: 10 октября 2018.
6. ↑  'Get Famous' is the Next 'Sims 4' expansion pack, coming in November. Newsweek (англ.). 9 октября 2018. Архивировано 9 октября 2018. Дата обращения: 10 октября 2018.
7. 1 2 3 4  Joho, Jess. 'Sims 4' expansion lets you 'Get Famous' as an influencer, because 2018 is hell. Mashable (англ.). Архивировано 9 ноября 2020. Дата обращения: 10 октября 2018.
8. ↑  'The Sims 4' Now Lets You Become a Social Media Influencer. Архивировано 21 декабря 2018. Дата обращения: 20 октября 2018.
9. 1 2 3  The Sims 4 Get Famous: SimGuru Q&A. Sims Community (англ.). 9 октября 2018. Архивировано 12 октября 2018. Дата обращения: 10 октября 2018.
10. ↑  The Sims 4 Get Famous Expansion Pack Revealed - J Station X. J Station X (англ.). 9 октября 2018. Архивировано 21 октября 2018. Дата обращения: 10 октября 2018.
11. ↑  Светлана Нелипа (10 октября 2018). «The Sims 4 Путь к славе»: обитатели The Sims 4 смогут стать звёздами. Игромания. Архивировано 15 декабря 2019. Дата обращения: 10 октября 2018.
12. ↑  Here's Why The Sims 4: City Living Doesn't Have Celebrities (англ.). twinfinite.net. Дата обращения: 10 октября 2018. Архивировано 2 января 2017 года.
13. 1 2 3  The Sims 4 will soon let you live out your influencer dreams. The Verge (англ.). Архивировано 18 октября 2018. Дата обращения: 18 октября 2018.
14. 1 2 3 4  'Sims 4: Get Famous' lead producer talks side Sims and reputation. Newsweek (англ.). 14 ноября 2018. Архивировано 15 ноября 2018. Дата обращения: 15 ноября 2018.
15. 1 2  Plays, Everybody. Hands on with The Sims 4: Get Famous - All that glitters is gold Everybody Plays. Everybody Plays (англ.). Дата обращения: 11 ноября 2018.
16. ↑  The Sims Mobile on Twitter. Twitter (англ.). Дата обращения: 13 октября 2018.
17. 1 2  The Newest 'Sims 4' Expansion Pack Will Let You 'Get Famous' With A Job That Is Truly Peak 2018. Guacamoley (англ.). Дата обращения: 18 октября 2018.{{cite news}}:  Википедия:Обслуживание CS1 (url-status) (ссылка)
18. ↑  The Sims 4 Get Famous Expansion Pack: Release date and more revealed by EA. Dailystar.co.uk (англ.). 9 октября 2018. Архивировано 9 октября 2018. Дата обращения: 10 октября 2018.
19. ↑  The Sims 4 Get Famous Dev Explains Why Game World is So Small - JSX. J Station X (англ.). 26 октября 2018. Архивировано 30 октября 2018. Дата обращения: 2 ноября 2018.
20. ↑  Get Famous CAS Assets Include Outfit from Arcade Stuff Concept Art. Sims Community (англ.). 16 ноября 2018. Архивировано 20 ноября 2018. Дата обращения: 26 ноября 2018.
21. ↑  German YouTuber claims he knows what the next pack for The Sims 4 is. Sims Community (англ.). 10 сентября 2018. Архивировано 4 октября 2018. Дата обращения: 20 октября 2018.
22. ↑  NEW CONTENT COMING! Free Update for The Sims 4 in October; New Paid Content This Year. Sims Community (англ.). 18 сентября 2018. Архивировано 22 октября 2018. Дата обращения: 20 октября 2018.
23. ↑  The Sims 4 is getting its Sixth Expansion Pack this November. Sims Community (англ.). 8 октября 2018. Архивировано 15 октября 2018. Дата обращения: 20 октября 2018.
24. ↑  The Sims Team teases the next Celebrity-Themed Pack for The Sims 4. Sims Community (англ.). 8 октября 2018. Архивировано 12 октября 2018. Дата обращения: 20 октября 2018.
25. ↑  Анонсировано новое дополнение The Sims 4: Get Famous. КГ-Портал. Дата обращения: 10 октября 2018.
26. 1 2 3  People have already started comparing the next Expansion Pack with Road To Fame Mod Pack. Sims Community (англ.). 8 октября 2018. Архивировано 14 октября 2018. Дата обращения: 20 октября 2018.
27. ↑  Arts, Electronic (19 октября 2018). Sims Camp: First Reactions to The Sims 4 Get Famous. Electronic Arts Inc. (англ.). Дата обращения: 21 октября 2018.
28. ↑  PC Games Charts. World of Games. Дата обращения: 27 мая 2019. Архивировано 27 мая 2019 года.
29. ↑  Become a Celebrity in The Sims 4 DLC (англ.). TrueAchievements. Дата обращения: 16 февраля 2019.
30. ↑  Haley MacLean. Best Sims 4 Get Famous Mods You Can't Play Without (англ.). Twinfinite (27 ноября 2018). Дата обращения: 20 февраля 2019. Архивировано 28 октября 2020 года.
31. ↑  'The Sims 4 Get Famous' Expansion Announced. WWG (англ.). Архивировано 10 октября 2018. Дата обращения: 10 октября 2018.
32. ↑  Tayla Parx Probably Wrote Your Favorite Banger. VFILES. Дата обращения: 13 февраля 2019.
33. ↑  Gita Jackson. How The Sims Translates Pop Songs Into Simlish (англ.). Kotaku. Дата обращения: 2 марта 2019. Архивировано 2 марта 2019 года.
34. ↑  Jovan Jovic. The Sims 4: SimGuruGrant talks Game Possibilities, Features, Development and more! (англ.). Sims Community (4 января 2019). Дата обращения: 13 февраля 2019. Архивировано 9 февраля 2019 года.
35. ↑  The Sims 4: Get Famous for PC - GameRankings. www.gamerankings.com. Дата обращения: 20 января 2019. Архивировано 21 мая 2019 года.
36. 1 2  The Sims 4: Get Famous (англ.). Metacritic. Дата обращения: 20 января 2019. Архивировано 25 ноября 2020 года.
37. ↑  Por Ángel Llamas. Análisis de Los sims 4: Rumbo a la Fama para PC (исп.). IGN España (19 ноября 2018). Дата обращения: 20 января 2019. Архивировано 19 ноября 2018 года.
38. ↑  Rachel Weber 2018-11-16T20:22:09ZPC. The Sims 4 Get Famous review: "Packs a huge amount of detail and gives it all a touch of glamour" (англ.). gamesradar. Дата обращения: 20 января 2019. Архивировано 5 декабря 2018 года.
39. ↑  The Sims 4: Get Famous Review - Roll out the Red Carpet (англ.). COGconnected. Дата обращения: 28 июля 2020. Архивировано 29 ноября 2020 года.
40. ↑  Die Sims 4: Werde berühmt im Test (нем.). gamestar.de (26 ноября 2018). Дата обращения: 28 июля 2020. Архивировано 21 сентября 2020 года.
41. ↑  Sims 4 Word Beroemd Review - Dromen worden werkelijkheid (англ.). XGN.nl. Дата обращения: 28 июля 2020.
42. ↑  The Sims 4 Get Famous: It’s a Long Way to the Top (англ.). GameSpace.com (28 ноября 2018). Дата обращения: 20 января 2019. Архивировано 21 декабря 2019 года.
43. 1 2 3 4  The Sims 4 Get Famous Review (англ.). twinfinite.net. Дата обращения: 17 ноября 2018. Архивировано 19 ноября 2018 года.
44. ↑  SimGuruLyndsay поделилась рейтингом дополнений, игровых наборов и каталогов. TheSimsClub (20 марта 2019). Дата обращения: 22 мая 2019. Архивировано 30 мая 2019 года.
45. ↑  The Sims 4 Expansion Packs Ranked, According to Critics (англ.). CBR (22 июля 2020). Дата обращения: 28 июля 2020. Архивировано 28 июля 2020 года.
46. 1 2 3 4  The Sims 4 Get Famous review:. gamesradar (англ.). Архивировано 16 ноября 2018. Дата обращения: 17 ноября 2018.
47. 1 2 3 4  The Sims 4's Get Famous expansion is fun, full of choices, and a little scary. Polygon. Архивировано 5 июня 2019. Дата обращения: 17 ноября 2018.
48. 1 2  The Sims 4 Get Famous: It’s a Long Way to the Top (англ.). GameSpace.com (28 ноября 2018). Дата обращения: 16 февраля 2019. Архивировано 21 декабря 2019 года.
49. ↑  The Sims 4 getting a celebrity lifestyle in Get Famous expansion. Rock Paper Shotgun (англ.). Архивировано 10 октября 2018. Дата обращения: 10 октября 2018.
50. ↑  Lauren Michele Jackson. Pretending to Be Famous in The Sims (англ.). — 2019-02-13. — ISSN 0028-792X. Архивировано 14 февраля 2019 года.